# Valeriu Andriuță
Valeriu Andriuta (n. 22 decembrie 1967, Lazovsk) este un actor, regizor, producător și scenarist de film român contemporan.

## Biografie
S-a născut în Lazovsk, URSS. A făcut actorie la Shota Rustaveli Theatre and Film University Tbilisi, la clasa profesorului Nugzar Lordkipanidze, și regia de teatru la Academia de Teatru și Film din București. În anii de studenție de la București, joacă în toate filmele de școală ale lui Cristian Mungiu. 

## Cariera de actor
Andriuta a lucrat cu regizori importanți precum Cristian Mungiu, Pavel Lungin, Florin Serban, Ercan Kesal.
În 2002, joaca in lungmetrajul de debut al lui Mungiu, Occident, prezentat în cadrul secțiunii Quinzaine des Réalisateurs la Festivalul de la Cannes.
În 2012, Andriuta joacă rolul Preotului din După Dealuri regizat de Cristian Mungiu, film proiectat în secțiunea oficială a Festivalului de Film de la Cannes.
În 2016, Valeriu Andriuta are o apariție efervescentă în rolul Suspectul Nr.4, în filmul Bacalaureat, cu care Cristian Mungiu obține premiul pentru regie, în competiția oficială a Festivalului de Film de la Cannes. 
Revine la Cannes cu A Gentle Creature  în 2017 cu filmul lui Sergei Loznitsa. Filmul se află în selecția oficială pentru Palme d'Or a Festivalului de Film de la Cannes. 
În 2018 joacă în Donbass, filmul lui Sergei Loznitsa, prezentat în premieră la Cannes, în secțiunea Un Certain Regard.
În 2018 joacă în rolul principal în drama romantică a lui Florin Serban, Dragoste 1. Caine, film distins cu premiile Cineuropa Award si CICAE Award la Sarajevo Film Festival.

## Cariera de regizor
In 2017, își face debutul în regia de film cu scurtmetrajul, Chers Amis. 

## Filmografie ca actor
- 2000
  - Corul pompierilor (short), reg. Cristian Mungiu
  - Nicio întâmplare (short), reg. Cristian Mungiu
  - Zapping (short), reg. Cristian Mungiu
- 2002 – Occident, reg. Cristian Mungiu
- 2004 – Milionari de weekend, reg. Cătălin Saizescu
- 2005 – Lost and Found - segment Legenda curcanului zburător, reg. Cristian Mungiu
- 2012 – Dupa Dealuri, reg. Cristian Mungiu
- 2015 – Orizont, reg. Marian Crișan
- 2015 – Rodina (TV Series), reg. Pavel Lunghin
- 2016 – Bacalaureat, reg. Cristian Mungiu
- 2016 – Dimineața care nu se va sfârși, reg. Ciprian Mega
- 2017 – The Crucifixion, reg. Xavier Gens
- 2017 – Breaking News, reg. Iulia Rugină
- 2017 – In Blue, reg. Jaap van Heusden
- 2017 – A Gentle Creature, reg.  Sergei Loznitsa
- 2017 – The last day before June, reg. Igor Kistol
- 2018 – Donbass, reg. Sergei Loznitsa
- 2018 – Dragoste 1. Câine, reg. Florin Șerban
- 2018 – Un om la locul lui, reg. Hadrian Marcu
- 2018 – Beautiful Corruption, reg. Eugen Damaschin
- 2019/2020 – Occupied (TV Series)
- 2020 – You Know Him, reg. Ercan Kesal
- 2020 – High Flyers (TV Series)

## Filmografie ca regizor
- 2017 – Chers Amis
- 2018 – Just one more
- 2018 – Salix Caprea
- 2020 – Eu sunt Dorin